# Iwan Rusew
Iwan Atanasow Rusew (bułg. Иван Атанасов Русев, ur. 27 listopada 1872 w Szumenie, zm. 1 lutego 1945 w Sofii) – bułgarski wojskowy i polityk, generał major, minister spraw wewnętrznych i opieki zdrowotnej Carstwa Bułgarii (1923), deputowany do Zwyczajnego Zgromadzenia Narodowego 21. (1923–1927), 22. (1927–1931), 23. (1931–1934) i 25. (1940–1944) kadencji.

## Życiorys
Był synem Atanasa Rusewa. W 1892 ukończył szkołę wojskową w Sofii w stopniu podporucznika i otrzymał przydział do 7 presławskiego pułku piechoty. W 1895 uzyskał awans na stopień porucznika i rozpoczął studia w Mikołajewskiej Akademii Sztabu Generalnego w Petersburgu. Po ukończeniu studiów w 1900 uzyskał awans na kapitana i powrócił do kraju. Pracował w sekcji operacyjnej sztabu armii. Po awansie na stopień podpułkownika w 1910 objął stanowisko szefa sztabu 9 pleweńskiej dywizji piechoty, skąd trafił do szkoły oficerów rezerwy.
W czasie I i II wojny bałkańskiej pełnił funkcję szefa sztabu 8 tundżańskiej dywizji piechoty. W listopadzie 1913 po awansie na stopień pułkownika przeniesiony do II Okręgu Inspekcyjnego armii. W czasie I wojny światowej na stanowisku szefa sztabu 2 Armii, od 1916 dowodził 7 rilską dywizją piechoty, a w 1918 objął dowództwo 2 trackiej dywizji piechoty. W tym samym roku przeszedł w stan spoczynku.
Od maja 1920 pracował w administracji centralnej państwa i był działaczem Związku Wojskowego. Brał aktywny udział w przygotowaniach do zamachu stanu 9 czerwca 1923, a po jego sukcesie objął resort spraw wewnętrznych i opieki zdrowotnej w rządzie Aleksandra Cankowa. Brał aktywny udział w tłumieniu powstania wrześniowego 1923. Od 1932 działacz Narodowego Ruchu Socjalnego Aleksandra Cankowa.
Po przejęciu władzy przez komunistów we wrześniu 1944 aresztowany i skazany na karę śmierci. Stracony przez rozstrzelanie 1 lutego 1945 w Sofii. W 1996 Sąd Najwyższy Bułgarii oczyścił go z wszystkich zarzutów.

## Awanse
- podporucznik (Подпоручик) (1892)
- porucznik  (Поручик) (1895)
- kapitan  (капитан) (1900)
- major  (Майор) (1905)
- podpułkownik  (Подполковник) (1910)
- pułkownik  (Полковник) (1913)
- generał major  (Генерал-майор) (1917)

## Odznaczenia
- Order Waleczności 3. i 4. st. II klasy
- Order Świętego Aleksandra III stopnia z mieczami
- Order za Zasługi
- Order Zasługi Wojskowej II. i IV. stopnia